# USS 존스턴 (DD-557)

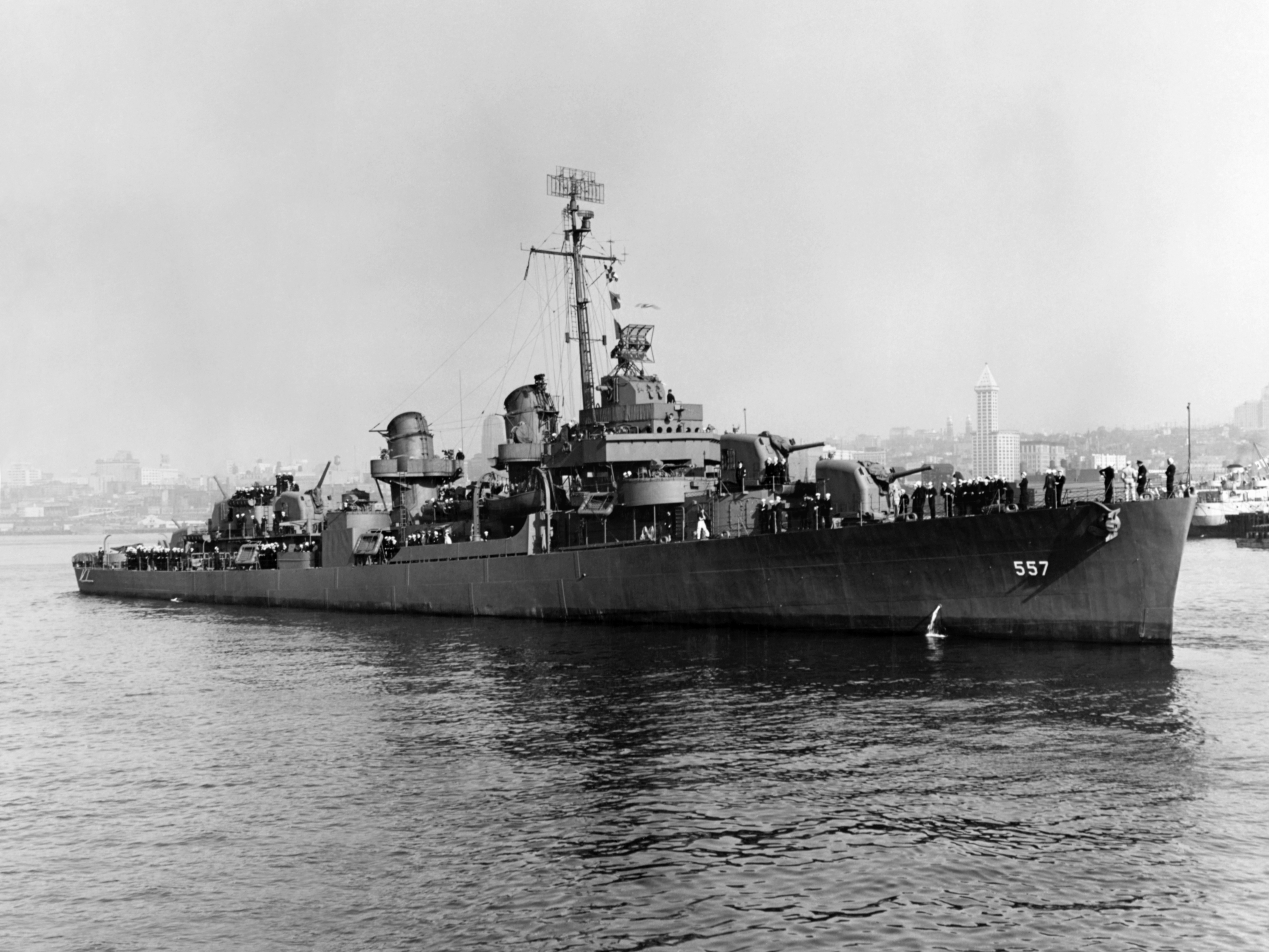

USS 존스턴 (DD-557)(USS Johnston (DD-557))은 제2차 세계 대전 당시 미국 해군을 위해 건조된 플레처급 구축함이다. 미국 남북 전쟁 당시 미 해군 장교였던 존 V. 존스턴(John V. Johnston) 중위의 이름을 따서 명명되었다. 존스턴은 1942년 5월에 건조되었으며 1943년 3월 25일에 진수되었다. 존스턴은 1943년 10월 27일 어니스트 E. 에반스 중령의 지휘 하에 현역 복무를 시작했으며 미국 태평양 함대에 배치되었다. 존스턴은 1944년 1월과 2월의 길버트 제도와 마샬 제도 작전 동안 미국 지상군에 해군 총격 지원을 제공했으며, 솔로몬 제도에서 3개월간 순찰 및 호위 임무를 수행한 후 7월 괌을 탈환하는 동안에도 다시 지원했다. 그 후 존스턴은 마리아나 제도와 팔라우 제도 캠페인 및 필리핀 해방 기간 동안 호위함을 호위하는 임무를 맡았다.
1944년 10월 25일, 호위함의 일부로 존스턴, 다른 플레처급 구축함 2척, 구축함 호위함 4척이 일본 제국 해군 소함대와 교전했다. 사마르 해전(Battle off Samar)으로 알려지게 된 전투에서 존스턴과 다른 호위함은 근처의 미국 항공모함과 수송선을 보호하기 위해 일본 선박에 돌격했다. 여러 일본 주력함과 구축함 편대와 교전한 후 존스턴은 에반스를 포함하여 187명이 사망하고 침몰했다. 존스턴의 난파선은 2019년 10월 30일에 발견되었지만 2021년 3월까지 제대로 식별되지 않았다. 해수면 아래 20,000피트(6,100m) 이상 깊이에 있는 이 난파선은 2022년 6월 22일 USS 새뮤얼 B가 발견될 때까지 조사된 난파선 중 가장 깊은 난파선이었다. 로버츠(Roberts)는 같은 교전 중에 침몰했다.